# Have a Little Faith
Have a Little Faith es el decimocuarto álbum de estudio del músico británico Joe Cocker, publicado por la compañía discográfica 550 Music en septiembre de 1994. Aunque no entró en la lista estadounidense Billboard 200, obtuvo un mayor éxito comercial en Europa, entrando en el top 5 de países como Alemania, Austria, Países Bajos y Suiza y siendo certificado disco de platino por la BVMI y la IFPI al vender más de 500 000 y 50 000 copias respectivamente en Alemania y Suiza.

## Lista de canciones
1. "Let the Healing Begin" – 5:12 (Tony Joe White)
2. "Have a Little Faith in Me" – 4:40 (John Hiatt)
3. "The Simple Things" – 4:54 (Rick Neigher, Phil Roy, John Shanks)
4. "Summer in the City" – 4:10 (Steve Boone, John Sebastian)
5. "The Great Divide" – 3:33 (Dillon O'Brian, J.D. Souther)
6. "Highway Highway" – 4:31 (Stephen Allen Davis)
7. "Too Cool" – 4:45 (Kye Fleming, Greg Sutton)
8. "Soul Time" – 4:35 (Will Jennings, Frankie Miller)
9. "Out of the Blue" – 3:45 (Robbie Robertson)
10. "Angeline" – 4:30 (Cocker/White)
11. "Hell And Highwater" – 4:12
12. "Standing Knee Deep in a River" – 4:09 (Bucky Jones, Dickey Lee, Bob McDill)
13. "Take Me Home" – 4:21 (John Capek, Marc Jordan, Steve Kipner) – dúo con Bekka Bramlett

Tema extra
1. "My Strongest Weakness" – 4:12 (Mike Reid, Naomi Judd)

## Personal
- Joe Cocker – voz
- Tim Pierce – guitarra
- Michael Thompson – guitarra
- Tony Joe White – guitarra
- Bob Feit – bajo
- Abraham Laboriel – bajo
- Chris Stainton – piano
- C. J. Vanston – piano y sintetizador
- Don Shelton – saxofón
- Ernie Watts – saxofón alto
- Alexander Iles – trombón
- Rick Baptist – trompeta
- Wayne Bergeron – trompeta
- Jack Bruno – batería
- Lenny Castro – percusión
- Bekka Bramlett – voz en "Take Me Home"
- Alexandra Brown – coros
- Joey Diggs – coros
- Mortonette Jenkins – coros
- Marlena Jeter – coros
- Steve Kipner – coros
- Lamont VanHook – coros
- The Water Sisters – coros
- Fred White – coros

## Posición en listas
| País          | Lista                 | Posición |
| ------------- | --------------------- | -------- |
| Alemania      | Media Control Charts  | 3        |
| Australia     | ARIA Albums Chart     | 23       |
| Austria       | Austrian Albums Chart | 2        |
| Noruega       | VG-lista Albums Chart | 11       |
| Nueva Zelanda | Recorded Music NZ     | 15       |
| Países Bajos  | Dutch Top 40          | 2        |
| Reino Unido   | UK Albums Chart       | 9        |
| Suecia        | Swedish Albums Chart  | 7        |
| Suiza         | Swiss Albums Chart    | 2        |

## Certificaciones
| País        | Organismo certificador | Certificación | Ventas certificadas | Ref.   |
| ----------- | ---------------------- | ------------- | ------------------- | ------ |
| Alemania    | BVMI                   | Platino       | 500 000             | [ 3 ]  |
| Francia     | SNEP                   | Oro (x2)      | 200 000             | [ 14 ] |
| Reino Unido | BPI                    | Oro           | 600 000             | [ 15 ] |
| Suiza       | IFPI                   | Platino       | 50 000              | [ 4 ]  |